# 太田正男 (プロ野球審判員)
太田 正男（おおた まさお、1931年8月26日 - 1992年9月5日）は、セントラル・リーグに所属していたプロ野球審判員。大阪府大阪市出身。関西審判部に所属し、1989年まで27年間勤務。公式戦2266試合に出場した。審判員袖番号は6。

## 来歴・人物
大阪市立生野工業高等学校出身。社会人を経て、1963年、31歳の時にセ・リーグ審判部に入局。2年目の1964年4月12日、甲子園球場で行われた阪神対巨人4回戦、左翼線審で一軍初出場。1980年のオールスターゲーム第1戦（阪急西宮球場）の1塁塁審、第3戦（後楽園球場）の三塁塁審、1985年オールスターゲーム第2戦（川崎球場）の右翼線審、オールスターゲーム第3戦（藤井寺球場）の球審を務めた。1989年12月31日引退。通算試合出場数は2270試合。
1991年、アシックスにベースボール事業部顧問として入社。主に連盟（セントラルリーグ、社会人、大学、少年等アマチュア）関係の渉外活動に従事。1992年の9月5日、リンパ肉芽腫のため、大阪市北区の大阪中央病院にて急逝。享年62（満61歳）。